# إزاكايا

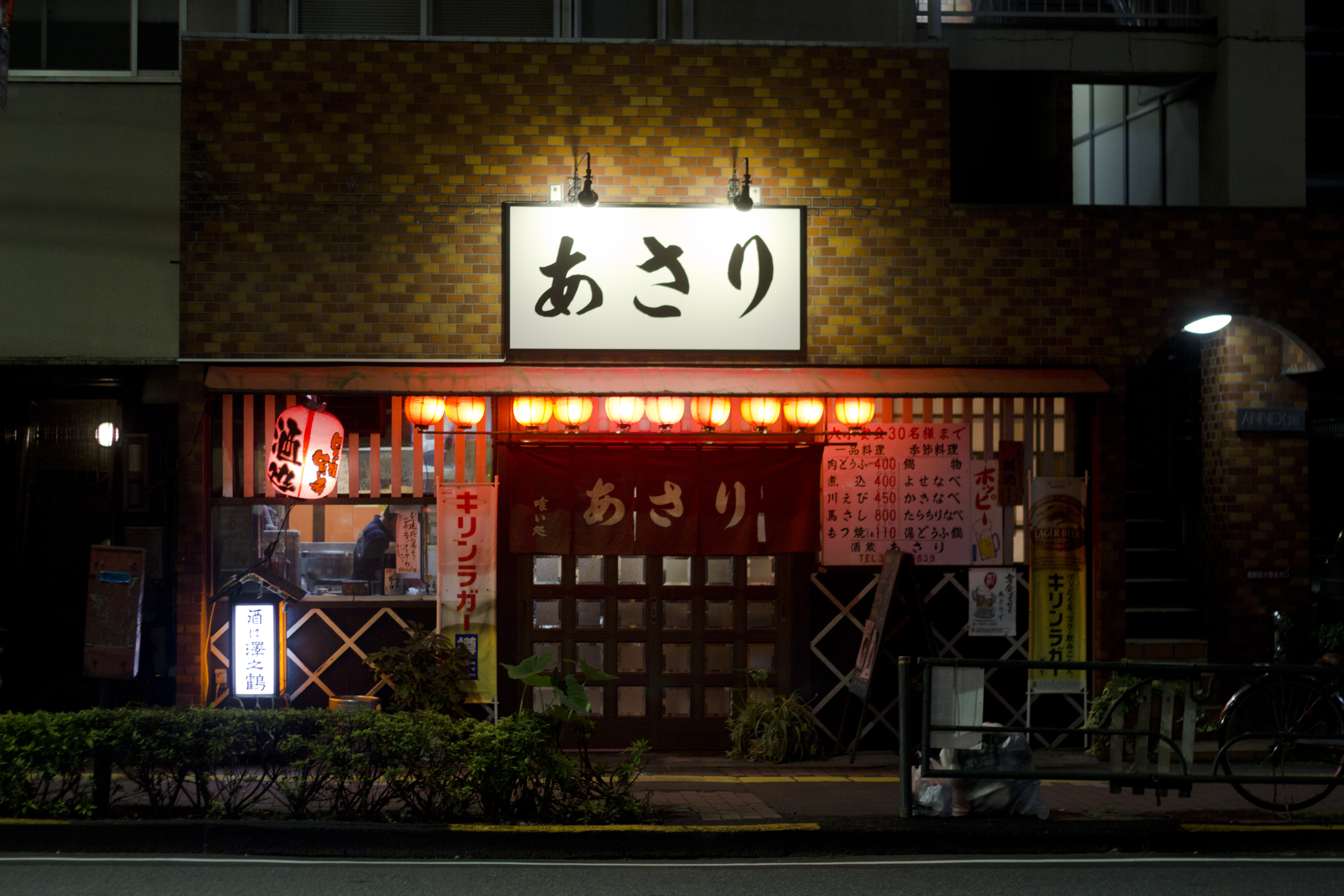
إيزاكايا في Gotanda ، طوكيو. تُظهر اللافتة الموجودة على اليمين قائمة بالأطباق العادية (على اليسار) ودخول الموسم - نابي (يمين).

إيزكايا (居酒屋)  هو نوع من الحانات اليابانية غير الرسمية التي تقدم المشروبات الكحولية والوجبات الخفيفة. وهي أماكن غير رسمية للشرب بعد العمل، على غرار الحانات الأيرلندية وحانات التاباس الإسبانية والصالونات والحانات الأمريكية.

## عناصر قائمة الطعام النموذجية

نموذج بالحجم الطبيعي لقائمة نمط إيزاكايا

تقدم الإزاكايا مجموعة متنوعة من جميع أنواع الأطباق. والأطباق المتوفرة عادة هي:  

### اامشروبات كحولية
- ساكي (نيهونشو) [5] هو نبيذ أرز ياباني يُصنع من خلال تخمير الأرز المصقول لإزالة النخالة. على عكس النبيذ، يتم إنتاج الكحول الموجود في الساكي عن طريق تحويل النشا إلى سكريات.
- البيرة (بييرو) [6]
- شوتشو
- كوكتيلات
  - خلطة حامضة (سوا)
  - تشوهاي
- نبيذ
- ويسكي

### الطعام

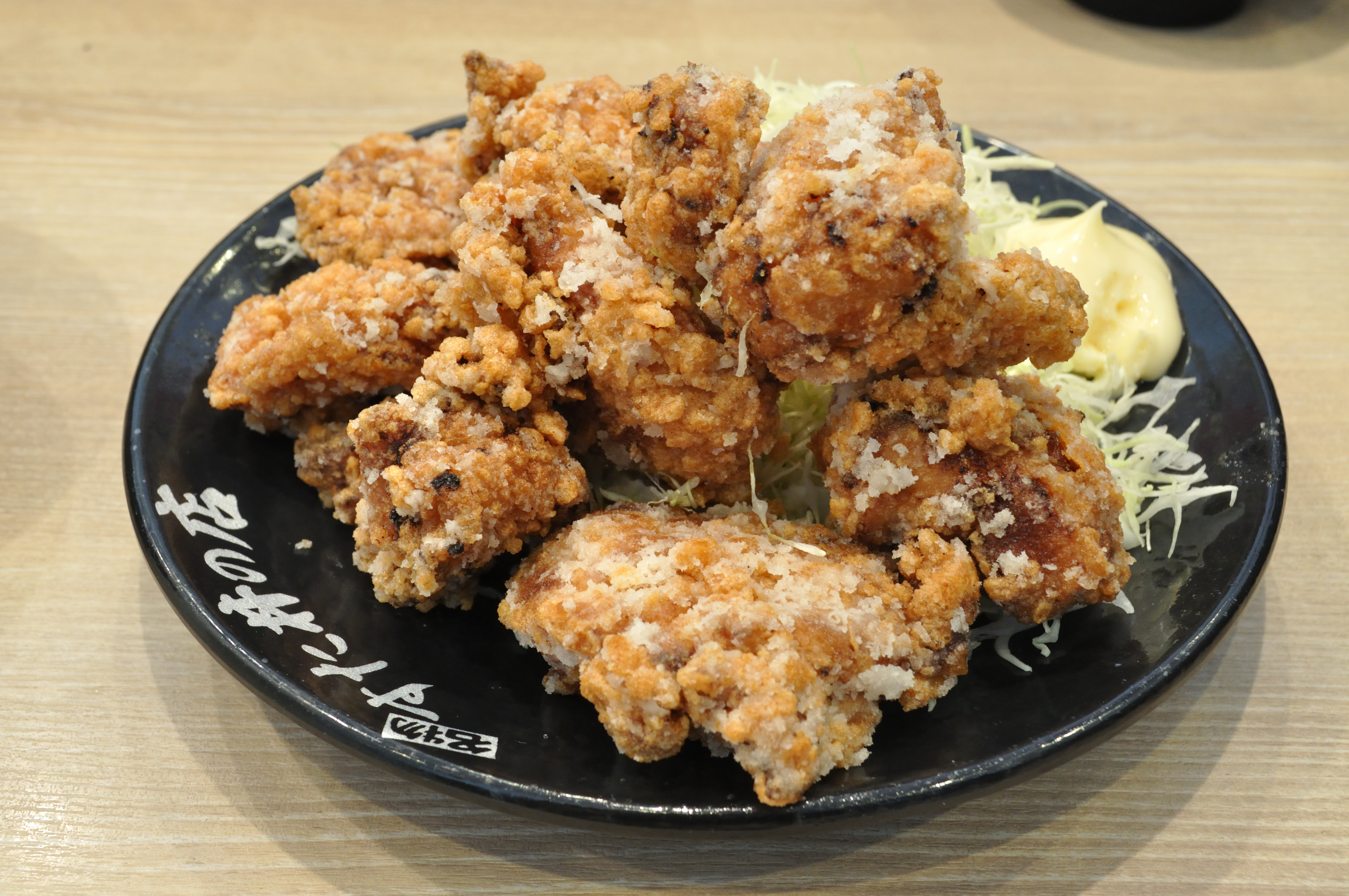
كراج دجاج

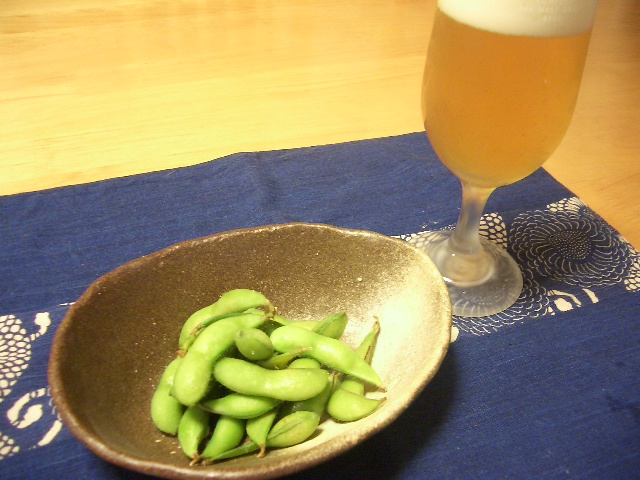
فول إدمامي بارد وبيرة يابانية باردة

عادة ما يكون طعام إزاكايا أكثر أهمية من التاباس أو المزة . يتم تصميم العديد من الأطباق لتكون أطباق مشاركه حيث يتشارك الجميع في تناولها.
- ادامامي قرون فول الصويا المسلوقة والمملحة [6]
- غوما إي خضروات متنوعة تقدم مع صلصة السمسم [7]
- كاراج دجاج مقلي صغير الحجم
- كوشياكي لحم مشوي أو أسياخ خضروات
- السلطات
- الساشيمي شرائح من السمك النيئ
- تيباساكي أجنحة دجاج
- التوفو
  - Agedashi dōfu توفو مقلي في مرق
  - هياياكو التوفو المبرد مع الإضافات
- تسوكيمونو مخللات
- نودلز ياكيسوبا
- ياكيتوري أسياخ الدجاج المشوي

يتم أحيانًا تناول أطباق الأرز مثل أطباق الأوتشوك وأطباق المعكرونة مثل ياكيسوبا في النهاية لتختتم جلسة الشرب. بالنسبة للجزء الأكبر، لا يأكل اليابانيون الأرز أو المعكرونة (شوشوكو «غذاء أساسي») في نفس الوقت الذي يشربون فيه الكحول، لأن الساكي ، المخمر من الأرز، يحل محل الأرز في الوجبة. 